# 卡里倪 (维多利亚)
卡里倪(英文: Callignee)位於澳大利亞維克多利亞州的东北方向174公里，在环绕墨爾本城市的绿带处，接近马龙大公路（The Maroonda Highway）与邱吉尔镇（Churchill），老辰光末尾处相交处。

## 基本资料
- 地方政府： Gippsland
- 人口：待查證
- 邮政编码：3844
- 面积：待查證
- 管辖地區：
  - Kinglake
  - west-Kinglake
  - Narbethong
  - Strathewen
  - Warrandyte